# One Hot Minute

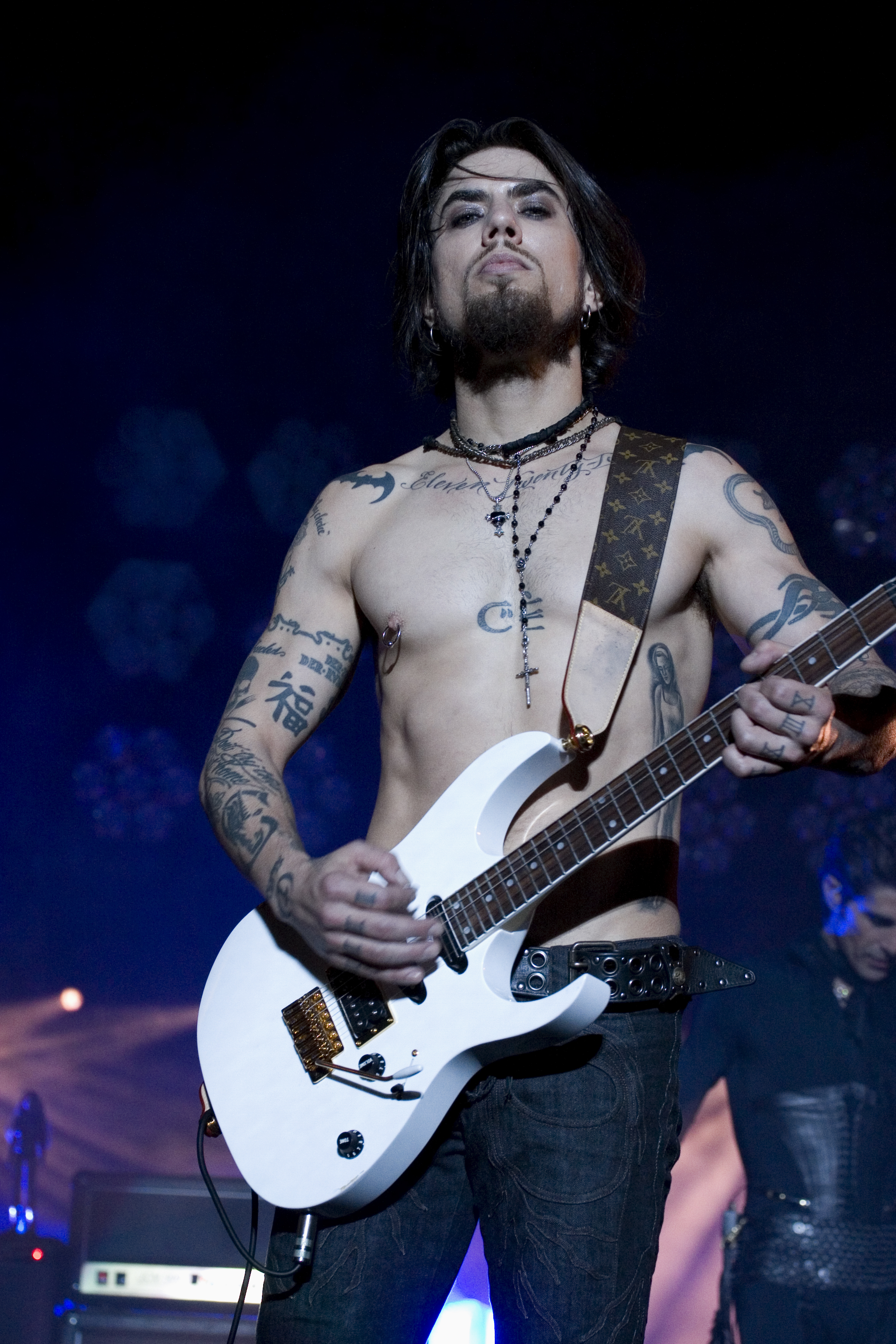
Dave Navarro

One Hot Minute je šesté studiové album kalifornské skupiny Red Hot Chili Peppers. Bylo vydáno 12. září 1995.
Kapela toto album nahrávala bez kytaristy Johna Fruscianteho, který z kapely odešel v roce 1992 a vrátil se až v roce 1998. Redhoti dlouho hledali jiného kytaristu. Nakonec do skupiny přišel Dave Navarro z rozpadlé skupiny Jane's Addiction. Navarro radikálně změnil zvuk celé kapely zejména díky používání mnoha kytarových efektů, což nebylo u redhotů příliš obvyklé. Album, které tak znělo více metalově než funkově, si sice vedlo poměrně dobře a jenom v USA se ho prodalo na 2 miliony kusů, ale mnozí fanoušci kapely i sami hudebníci ho nepovažují za to nejlepší z díla skupiny.
Na dalším albu skupiny, desce Californication, už na kytaru hraje opět John Frusciante. Kapela se vrátila k původnímu funk-rockovému stylu a písně z alba One Hot Minute na svých koncertech nehrají. Sám Frusciante tvrdí, že toto album nikdy neslyšel.
Písně "Tearjerker" a "Transcending" jsou věnovány Kurtu Cobainovi a Riveru Phoenixovi, se kterými se Flea přátelil.

## Seznam písní
Všechny skladby napsali Flea, Anthony Kiedis, Dave Navarro a Chad Smith.
| Pořadí | Název               | Délka |
| ------ | ------------------- | ----- |
| 1.     | Warped              | 5:04  |
| 2.     | Aeroplane           | 4:45  |
| 3.     | Deep Kick           | 6:33  |
| 4.     | My Friends          | 4:02  |
| 5.     | Coffee Shop         | 3:08  |
| 6.     | Pea                 | 1:47  |
| 7.     | One Big Mob         | 6:02  |
| 8.     | Walkabout           | 5:07  |
| 9.     | Tearjerker          | 4:19  |
| 10.    | One Hot Minute      | 6:23  |
| 11.    | Falling into Grace  | 3:48  |
| 12.    | Shallow Be Thy Game | 4:33  |
| 13.    | Transcending        | 5:46  |

## Obsazení
- Anthony Kiedis – zpěv
- Dave Navarro – kytara
- Michael Balzary (Flea) – baskytara
- Chad Smith – bicí